# Jo Leb
Jo Leb (parfois orthographié Jo Lebb) est un chanteur français né le 22 mars 1948 à Casablanca.

De 1966 à 1974, il fait partie avec Marc Tobaly du groupe Les Variations, avec qui il enregistre trois albums.

En 1975 il rejoint Magnum, sorte de "supergroupe" français, où l'on retrouve aussi Jacky Chalard (ex Dynastie Crisis), Jean-Pierre Prévotat (ex Triangle), Alan Jack et Patrick Verbeke. Il quitte le groupe en 1976, peu avant l'enregistrement de leur unique album, Coq' Rock.

Jo Leb part ensuite aux États-Unis. Il travaille avec des musiciens américains et enregistre plusieurs titres, toujours inédits, avec Kim Gardner, ancien membre de The Creation. 

En 1978, il apparait dans le film de Michael Schultz, Sgt. Pepper's Lonely Hearts Club Band, avec une multitude de stars du rock, dont Peter Frampton, Alice Cooper, Johnny Winter et Tina Turner.

À son retour en France, en 1983, il sort un 45 tours solo, sur Bernett Records : Faut qu'ça passe ou qu'ça casse / Tic Tac Baby. 

Dans les années 1990, il chante avec le groupe Fretliner. 

En 2006, il participe à une brève reformation des Variations, qui donnent un concert au Petit Journal Montparnasse, le 28 novembre, à Paris. 

En 2007 - 2008, il tourne en France avec le groupe Night Train.